# Al-Midán

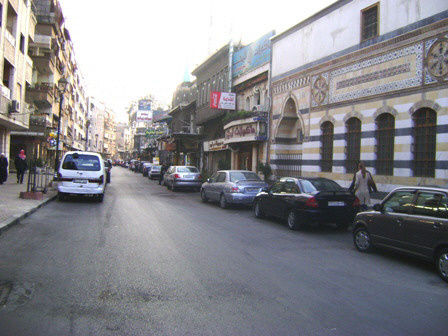
Calle Jezmatiyeh, en al-Midán.

El Midán (en árabe: الميدان‎) o Al-Midan es un distrito municipal de Damasco, Siria, justo al sur de Qanawat y la Ciudad Vieja. En el censo de 2004, vivían en él 177.456 personas. Por la antigüedad del barrio, sus calles y callejones están llenas de patrimonio histórico arquitectónico. Es el barrio natal de muchos de los grandes estudiosos damascenos, como Muhammad al-Ashmar. Tradicionalmente se considera uno de los más conservadores de Damasco.

## Etimología
El nombre Midan deriva de al-Midan al-Hassa (en árabe: ميدان الحصى‎) o «el campo de grava». El barrio estaba localizado entre dos corrientes del río Barada y cuando llovía fuertemente los depósitos de grava de la tierra llenaban las corrientes y el barrio entero.

## Historia
Al-Midán surgió durante el periodo mameluco de Siria. Conformó su extensión final hace aproximadamente 400 años durante el imperio otomano y no ha experimentado cambios importantes desde entonces. Se le conoce como la puerta del sur de Damasco y evolucionó como centro de comercio por los mercaderes de Damasco para atraer el comercio desde la región del Haurán.
Durante la ocupación francesa, las personas de este barrio lucharon ferozmente por la liberación. Al-Midán fue escenario de la Gran Revuelta Siria, entre 1925-1927. Sus acciones estuvieron conducidas en parte por los grandes lazos comerciales que unían los mercaderes de grano del barrio con los mercaderes drusos del Haurán, los primeros en empezar la Revuelta.
Michel Aflaq y Salah Bitar, los fundadores del Partido Baaz Árabe Socialista, nacieron en el Midán, hijos de mercaderes de grano.

### Guerra civil siria
El 6 de enero de 2012, al-Midán fue escenario de bombardeos. Según el Gobierno sirio, un terrorista suicida atacó autobuses que transportaban a la policía antidisturbios poco antes de que comenzara una protesta contra el Gobierno. Dijo que 26 personas murieron y más de 60 resultaron heridas. La mayoría de las víctimas eran civiles, aunque el Gobierno sirio mostró imágenes de lo que dijo ser el funeral de 11 policías muertos en el ataque.
El Gobierno culpó de ese ataque a Al Qaeda. Sin embargo, la oposición siria acusó al gobierno de organizar los ataques para justificar su represión contra el levantamiento. Más tarde, el recién formado Frente Al-Nusra (Jabhat Fateh al-Sham) se atribuyó la responsabilidad en un vídeo.

## Cocina

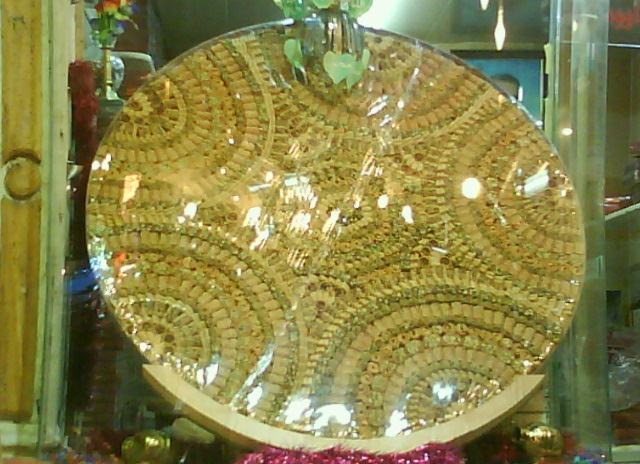
Bandeja de dulces (حلويات) típica de al-Midán.

Al-Midán es conocido en Siria por sus tradicionales dulces. Algunas de las más famosas son: baklava (pastelitos de frutos secos en masa filo), barazek (galletas de sésamo), kanafeh (pastelitos de queso), namourah (bizcochitos aromatizados) o awameh (masa frita con canela). De hecho, algunas de las empresas de dulces con sede en al-Midán exportan a otras partes del mundo.

## Barrios
- Bab Masr (11.330 hab.)
- Daqaq (10.858 hab.)
- Al-Haqleh (8.076 hab.)
- Al-Qa'un (11.791 hab.)
- Midan al-Wastani (23.745 hab.)
- Al-Tadamon (86.793 hab.)
- Az-Zahreh (24.863 hab.)